# 新渡戸稲造・スーツを着たサムライ
「新渡戸稲造・スーツを着たサムライ」（にとべいなぞう スーツをきたサムライ）シリーズは、岩手めんこいテレビで2012年12月23日より不定期に放送されている新渡戸稲造に関する特別番組。
地元・盛岡市出身である新渡戸の生誕150周年を迎えた2012年から制作されている。世界中に新渡戸が残した跡を訪ねてロケを行っている旅番組であり、ドキュメンタリーシリーズ。「新渡戸稲造武士道」シリーズと表記されていることもある。

## 放送内容
1. スーツを着たサムライ〜新渡戸稲造「武士道伝説」〜[4]
  - 放送日：2012年12月23日 13:00-13:55
  - 「東北映像フェア2013」で番組部門の大賞を受賞した[5]。
  - 「全映協グランプリ2013 in 沖縄」の一般の部・番組部門（放送の部）で優秀賞を受賞した[6]。
2. ジュネーヴの星〜大友啓史が迫る新渡戸稲造の精神〜[7]
  - 放送日：2014年8月31日 15:00-15:55
  - 出演者：大友啓史（映画監督）
3. 新渡戸稲造の台湾〜スーツを着たサムライ2015〜[8]
  - 放送日：2015年8月7日 19:00-19:57（BSフジでも8月22日14:00から放送された[9]。）
  - 出演者：城戸裕次
  - 番組オリジナルテーマソング ：Alice「Be Just and Fear Not」[10]（作詞：工藤哲人、作曲・編曲：奈緒）[11]
4. フィンランドで見つけたBUSHIDO〜新渡戸稲造と平和の島〜[12]
  - 放送日：2016年7月30日 14:00-14:55（BSフジでも8月20日14:00から放送された[13]。）
  - 出演者：松本莉緒（女優）
5. 映画監督・大友啓史と旅する新渡戸稲造の青春〜ドイツ留学と武士道〜[3]
  - 放送日：2018年1月21日 13:00-13:55
  - 出演者：大友啓史（映画監督）
6. 武士道ジャーニー〜A.B.C-Z 戸塚祥太 岩手の魂に触れる旅〜[2]
  - 放送日：2022年6月25日 14:00-14:55
  - 出演者：戸塚祥太（A.B.C-Z）

## スタッフ
- プロデューサー：工藤哲人[4]
- ディレクター：鎌田淑子（めんこいエンタープライズ）[4]